# Limia grossidens
Limia grossidens es una especie de peces de la familia de los pecílidos en el
orden de los ciprinodontiformes.

## Morfología
Los machos pueden alcanzar los 3,9 cm de longitud total y las hembras los 3,95 cm.

## Distribución geográfica
Se encuentran al sudoeste de Haití.